# (12332) 1992 UJ6
(12332) 1992 UJ6 est un astéroïde de la ceinture principale découvert en 1992.

## Description
(12332) 1992 UJ6 a été découvert le 31 octobre 1992 à Uenohara, Yamanashi, ville de la préfecture de Yamanashi, au Japon, par Nobuhiro Kawasato.

### Caractéristiques orbitales
L'orbite de cet astéroïde est caractérisée par un demi-grand axe de 2,28 UA, un périhélie de 1,83 UA, une excentricité de 0,20 et une inclinaison de 6,57° par rapport à l'écliptique. Du fait de ces caractéristiques, à savoir un demi-grand axe compris entre 2 et 3,2 UA et un périhélie supérieur à 1,666 UA, il est classé, selon la JPL Small-Body Database, comme objet de la ceinture principale d'astéroïdes.

### Caractéristiques physiques
(12332) 1992 UJ6 a une magnitude absolue (H) de 14,4 et un albédo estimé à 0,374.